# Brian May
Brian Harold May (Londres, 19 de julio de 1947) es un músico, compositor, cantante, multinstrumentista, activista y astrofísico británico, conocido por ser, guitarrista, compositor, vocalista y en ocasiones teclista de la banda de rock Queen. Compuso gran parte sus canciones para la banda, entre ellas «Now I'm Here», «'39», «Sweet Lady», «Tie Your Mother Down», «We Will Rock You», «Fat Bottomed Girls», «Save Me», «Sail Away Sweet Sister», «Flash», «Hammer to Fall», «Who Wants to Live Forever», «I Want It All», «The Show Must Go On», «Headlong», «Too Much Love Will Kill You» o «No-One but You (Only the Good Die Young)». Utiliza una guitarra eléctrica fabricada por él y su padre, llamada Red Special. Es considerado uno de los guitarristas más importantes y originales de la música popular. En 2003 y 2011, la revista Rolling Stone lo ubicó en el puesto 26 de su lista de los guitarristas más grandes de todos los tiempos. En 2005 una entrevista de Planet Rock lo ubicó como el puesto 7 de los mejores guitarristas. En 2020 fue elegido como el mejor guitarrista de todos los tiempos por los lectores de la revista Total Guitar. 
En 2005 fue nombrado comendador de la Orden del Imperio Británico por sus «servicios a la industria de la música». May obtuvo un PhD en astrofísica en el Imperial College, y desde abril de 2007, fue elegido rector honorífico de la Universidad John Moores.
En 2023 fue nombrado caballero –Knight Bachelor– por el rey Carlos III, con el título de sir, por sus contribuciones a la música y la caridad. Tras recibir la noticia de su nombramiento, sir Brian May publicó un video en Instagram donde dijo: «Estoy feliz y agradecido de recibir este honor. Consideraré el título de caballero no tanto como una recompensa, sino más como un cargo, una comisión, para continuar luchando por la justicia, para ser una voz para aquellos que no tienen voz. Me esforzaré por ser digno, por ser ese caballero de la brillante armadura».

## Biografía
Nacido el 19 de julio de 1947 en Hampton Hill, en el municipio londinense de Richmond upon Thames. Es el único hijo de Harold May y de Ruth Irving Fletcher (de origen escocés). Su padre era un Ingeniero electrónico, nacido en Londres que sirvió en la Royal Air Force durante la Segunda Guerra Mundial, y su madre era escocesa, al servicio de la Women's Royal Air Force. Desde niño Brian mostró gran interés por la música y la astronomía. Comenzó a tocar el ukelele, instrumento que su padre tocaba muy bien. A los siete años recibió de regalo su primera guitarra acústica. Su padre fue fumador por mucho tiempo. Como consecuencia, May detesta el tabaco, hasta tal punto de prohibirlo en sus más recientes conciertos.
Fue alumno de la Escuela Hampton, donde obtuvo altas notas en física y matemáticas. Durante sus estudios, conoció a Tim Staffel, con quien formó su primera banda, 1984, por la novela de George Orwell del mismo nombre.
Estuvo casado con Chrissie Mullen desde 1974 hasta 1988. Con ella tuvo a sus 3 hijos: Jimmy (nacido el 15 de junio de 1978), Louisa (nacida el 22 de mayo de 1981) y Emily Ruth (nacida el 17 de febrero de 1987). Después de divorciarse de Chrissie, en 1988, comenzó una relación con la actriz Anita Dobson. Tras doce años, se casaron en 2000.
Sufrió una severa depresión a finales de 1980 y principios de 1990, hasta el punto de contemplar el suicidio a causa de su atribulado primer matrimonio, sentirse un fracaso como marido y padre, por la muerte de su padre y la enfermedad y la muerte de Freddie Mercury.
En mayo de 2020, sufrió una lesión en los glúteos y seguidamente un infarto y requirió la inserción de tres stents en tres arterias bloqueadas.
En diciembre de 2022, se le comunicó que iba a ser nombrado caballero (Knight Bachelor), título que recibió de manos del rey Carlos III en junio de 2023; ahora, oficialmente, su nombre es sir Brian Harold May.
En septiembre de 2024, May publicó en redes sociales que sufrió un derrame cerebral que le impidió usar su brazo izquierdo temporalmente.

## Carrera artística

### Smile
En 1968, mientras estudiaba en el Imperial College, formó la banda Smile con su compañero Tim Staffel como cantante y bajista. Tras dejar varios anuncios en la universidad solicitando un baterista, se les uniría Roger Taylor. Tras dos años, Staffel dejó la banda en 1970 con un repertorio de solo nueve canciones. Finalmente, como vocalista se les unió un joven llamado Farrokh Bulsara, que se había declarado fan. El 22 de diciembre de 1992, durante un concierto de la banda de Roger, The Cross, Smile se reunió para interpretar 2 canciones: "Earth" y "If I Were A Carpenter".

### Queen

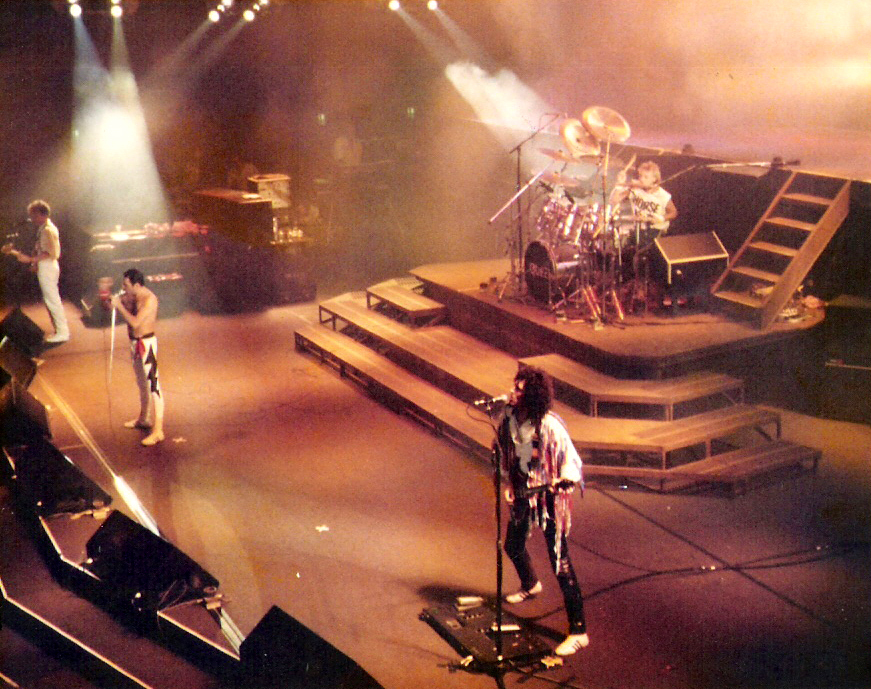
Queen en vivo en Fráncfort del Meno (Alemania) en 1984 durante,The Works Tour. (de izquierda a derecha) Deacon en el bajo, Mercury en la voz principal, Taylor en la batería, y May en guitarra y coros.

En 1970, tras incorporar a Farrokh Bulsara, ahora Freddie Mercury, nombraron a la banda como Queen. Luego de pasar por varios bajistas, comenzaron a buscar uno permanente, y así conocieron a John Deacon. Tras una audición, incorporaron a Deacon a la banda en marzo de 1971.
Junto a Mercury fueron los principales compositores de Queen. May compuso canciones para todos los álbumes y varios de los éxitos mundiales de la banda, como "We Will Rock You, "Tie Your Mother Down", "Fat Bottomed Girls", "Keep Yourself Alive", "Who Wants to Live Forever?", "Hammer to Fall", "Save Me", "I Want it All", "The Show Must Go On" y "No-One But You (Only The Good Die Young)".
Como cantante en la banda se desempeñó en canciones como "Some Day One Day", "She Makes Me (Stormtrooper in Stilettos)", "'39", "Good Company", "Long Away", "Sail Away Sweet Sister (To The Sister I Never Had)", "All Dead All Dead", Leaving Home Ain't Easy", "Sleeping On The Sidewalk", "Who Wants to Live Forever?", "I Want it All",''Lost Oportunity'', "Let Me Live", y "No-One But You (Only The Good Die Young)".
Desde 2005 hasta 2009, Brian trabajó en el proyecto post-Queen, Queen + Paul Rodgers, que juntó a May y Taylor con Paul Rodgers, excantante de Free y Bad Company. Con esta banda realizaron un exitoso tour llamado "The Return of The Champions" (El regreso de los campeones) en el año 2005.
El 15 de septiembre de 2008, salió a la venta el primer disco de estudio de Queen+PR, titulado "The Cosmos Rocks"", y es el segundo bajo el nombre de Queen desde la muerte de Freddie Mercury, después de "Made in Heaven". El álbum contiene catorce canciones nuevas, incluyendo el exitoso single "Say It's Not True".
A fines de 2008 finalizó el Tour Mundial "The Cosmos Tour", que los llevó por Europa, Asia, América del Norte, y fue motivo del retorno de May y Taylor a tocar en escenarios de Sudamérica. Tras finalizar la gira, Paul Rodgers anunció que terminaba de forma amistosa su colaboración con Queen.
May es conocido por rasguear las cuerdas con una moneda británica de seis peniques. Según él, con ella logra un sonido mucho más metálico y con más cuerpo. Sus solos de guitarra y riffs históricos estaban dotados de armonía, lo que Freddie hacía con la voz se puede decir que Brian lo hacía con su guitarra Red Special.

### Solista

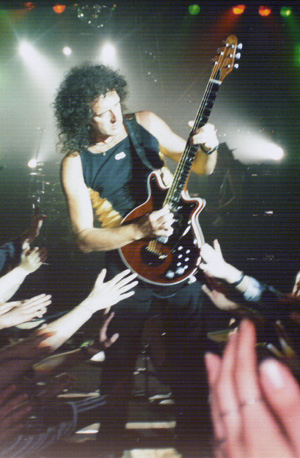
May en 1998.

En 1983, los miembros de Queen experimentaron trabajos solistas. El 21 y 22 de abril en Los Ángeles, May grabó su primer trabajo solista; un mini EP titulado Star Fleet Project, en el que colaboró con Eddie Van Halen. En 1986 colaboró con Ramoncín tocando la guitarra en la canción "Como un susurro".
El 5 de abril de 1992, cinco meses después de la muerte de Mercury, se organizó el "Concierto Tributo a Freddie Mercury", junto con Roger Taylor y John Deacon, con el fin de recaudar fondos para la cura del sida. 
El 28 de septiembre del mismo año, editó su álbum Back to the Light que tuvo un gran éxito con canciones como "Too Much Love Will Kill You" y "Resurrection". A finales del año formó The Brian May Band, con miembros como Cozy Powell en la batería y Spike Edney en los teclados, saliendo a una gira mundial, que lo llevó a editar un álbum en vivo titulado "Live at the Brixton Academy".
Luego de que la gira promocional terminase el 18 de diciembre de 1993, May volvió junto con Taylor y Deacon, los miembros supervivientes de Queen, para grabar el trabajo final de la banda, Made in Heaven.
En 1998 editó su trabajo solista Another World. En 1999 compuso la banda sonora de la película "Furia", y en 2000 se lanzó el álbum de la misma.
En 2006 tocó junto a McFly las canciones «Don't Stop Me Now» y «5 Colours in Her Hair» durante el Motion in The Ocean Tour.
En ese mismo año, May colaboró en la grabación del álbum debut del artista español Momo Cortés (Constante Contradicción). En concreto para el tema "Tanto amor no es bueno" adaptación al castellano realizada por el artista español del clásico del propio May "Too Much Love Will Kill You".

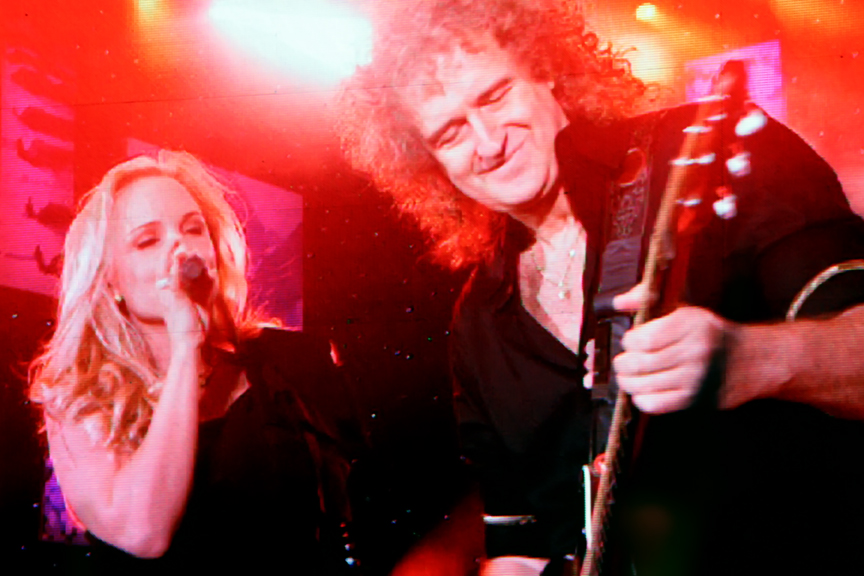
Kerry Ellis y Brian May en la BBC Proms in the Park (2010).

May ha colaborado extensamente con la cantante y actriz de musicales Kerry Ellis, a quien conoció luego de que quedara seleccionada para interpretar uno de los papeles principales de la obra We Will Rock You. Él ha producido en el primer EP de Ellis; Wicked in Rock, editado en el 2008. También produjo e interpretó todos los instrumentos y coros del primer álbum de Ellis; Anthems editado en el 2010. Desde entonces, comenzó a aparecer en la mayoría de las actuaciones de Ellis. En mayo de 2011 May empezó un tour, nombrado "Anthems Tour" por todo el Reino Unido junto a Kerry Ellis en el que interpretaron tanto canciones del último álbum de la cantante, como conocidísimas canciones de Queen. El tour empezó el día 1 de mayo de 2011 en la Royal Albert Hall de Londres en una doble actuación y acabó en la ciudad inglesa de Cranwell el 16 de julio de 2011, pasando por varias ciudades y poblaciones de toda Gran Bretaña. 
Más recientemente, May colaboró tocando la guitarra en el sencillo «Yoü and I», de la cantante neoyorquina Lady Gaga, perteneciente al disco Born This Way. El 28 de agosto de 2011, interpretó la canción junto a la cantante (caracterizada de su alter ego masculino Jo Calderone), en los MTV Video Music Awards 2011, en el Nokia Theatre de Los Ángeles. El 26 de agosto de 2011 tocó «We Will Rock You» y «Welcome to the Black Parade», junto a la banda My Chemical Romance en el Reading Festival de Reino Unido.
El 1 de enero de 2019 se lanzó su canción «New Horizons», en honor a la misión New Horizons de la NASA, de la cual él forma parte.

## La Red Special

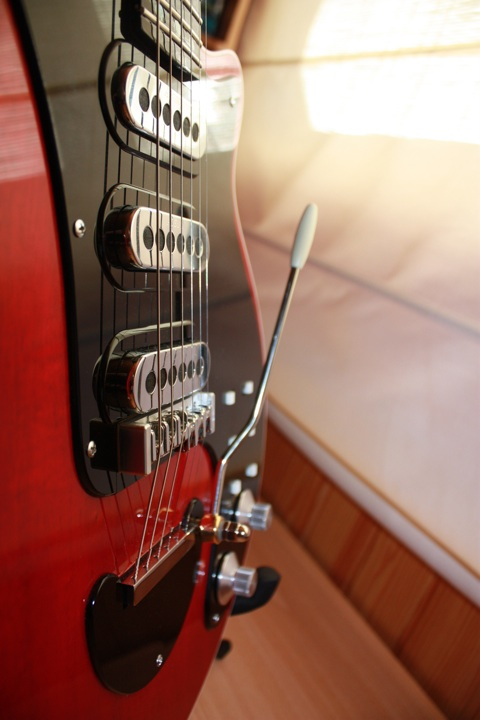
Cuerpo de la Red Special.

La historia de esta guitarra comenzó en 1963, cuando Brian May, con tan sólo 16 años, se dio cuenta de que con su guitarra acústica no podía interpretar las canciones que escuchaba en la radio y trataba de emular. Así que decidió cambiar su guitarra acústica por una eléctrica, pero en esa época el joven Brian no disponía del dinero para comprarse las costosas Gibson Les Paul Dorada y Fender Stratocaster que había en el mercado. Así que con la ayuda de su padre, Harold May (ingeniero eléctrico), decidió embarcarse en un difícil proyecto: fabricarse su propia guitarra, trabajo que comenzó en agosto de 1963 en un dormitorio de su casa convertido en taller. Para la elección del material, Brian tuvo que buscar minuciosamente. Por ejemplo, para el mástil utilizaron la madera de una chimenea que un amigo de la familia iba a tirar. La madera era caoba de buena calidad, y aunque estaba vieja y algo carcomida, Brian logró darle forma a mano. Otros elementos del instrumento son agujas de coser y botones de madreperla.
Brian continuó buscando un sonido característico. Tras muchos experimentos, descubrió que tocando con una moneda de seis peniques como púa conseguía un sonido puro y limpio. Esa es la técnica que empleó en los discos y conciertos de Queen.
Esta «Red Special», la primera guitarra que hizo con ayuda de su padre, es la que actualmente tiene y utiliza. 

## Equipamiento y habilidades
Respecto a otras habilidades fuera del mundo de la música, Brian May es un experto fotógrafo estereoscópico. Durante toda su vida ha creado sus propias cámaras estereoscópicas juntando dos cámaras corrientes en distintos soportes y ha ido perfeccionando a su medida el montaje. Literalmente ha hecho decenas de miles de fotografías 3D en las giras que hacía con Freddie Mercury. Estos montajes de dos cámaras para hacer fotografías 3D no son exclusivos de May, prácticamente desde que se inventó la fotografía ha habido siempre fotógrafos haciendo fotografías en 3D. Recientemente, Brian May ha editado un libro con todas esas fotografías de sus giras y conciertos en el que se incluye un visor personalizado para ver las fotografías en 3D.
| - Red Special - Burns Double Six - Washburn Flying V - Gibson Flying V - Gibson Les Paul - Parker Fly - Fender Stratocaster - Fender Telecaster - Tokai - Ovation - Guild - Satellite Stratocaster - Yamaha - Roland - Marshall Amplificadores - Deacy Amp - Vox AC30 Amplificadores | - Cuerdas Optima Gold - Pedal Digitech Whammy - Tapping - Armónico artificial - Armónico natural - Hammer on - Pull off - Bend and release - Slide - Trémolo - Palm muting |

## Carrera científica
Se licenció en Física y Astronomía en el Imperial College de Londres en 1968. Para su doctorado en astrofísica, Brian estudió el reflejo de la luz del polvo interplanetario en el Sistema Solar. Su tesis, An Investigation of Motion of Zodiacal Dust Particles, está basada en sus observaciones en el Observatorio Teide, en el Instituto de Astrofísica de Canarias (Universidad de La Laguna), en la isla de Tenerife, durante los años 1971 y 1972 de cuyos trabajos realizó dos publicaciones. La primera, Emisión de MgI en el espectro del cielo nocturno, se publicó en la prestigiosa revista Nature el 15 de diciembre de 1972, mientras que la Investigación sobre el movimiento de las partículas de polvo zodiacal apareció en la revista mensual de la Real Sociedad Astronómica inglesa en 1975.
Sin embargo, May dejó de escribir su tesis cuando Queen comenzaba a ser una banda de éxito, y solo la retomó pasados más de treinta años para entregarla en 2007. La ceremonia de su graduación fue en el Royal Albert Hall la tarde del 14 de mayo de 2008, treinta y siete años después. El 19 de julio de 2007 fue nombrado Rector honorífico de la Universidad John Moores (LJMU) de Liverpool, tomando el relevo de Cherie Blair, y desde 2008 asiste asiduamente a los actos solemnes de esta universidad británica como máxima autoridad académica.
Brian participó activamente en la iniciativa de la declaración del Día Mundial del Asteroide.
En mayo de 2020 se publicó en Nature un artículo en el que participó (según declaró en Instagram) como parte del equipo que realizó las simulaciones estereoscópicas.

## Activismo
May ha formado un grupo para promover un trato digno para los animales y los derechos de estos. A pesar de que ha sido votante del Partido Conservador la mayor parte de su vida, ha declarado que su política en la caza del zorro y el sacrificio de tejones lo motivó a dejar de votar por ellos. Su grupo, Save Me, es una campaña para la protección de todos los animales contra los tratos innecesarios, crueles y degradantes, con un especial énfasis en la prevención de la caza de zorros y el sacrificio de tejones. La principal preocupación del grupo es asegurarse de que la Ley de Caza de 2004 y otras leyes que protegen los animales mantengan su vigencia.
En una entrevista de septiembre de 2010 para la BBC, May dijo que prefiere ser recordado por su trabajo por los derechos animales que por su música o trabajos para la ciencia.

## Representaciones en películas y televisión

### Película biográfica

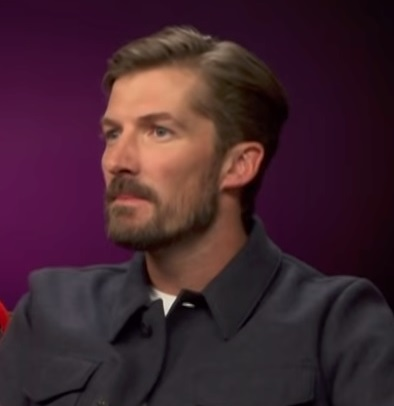
Gwilym Lee interpreta a May en el biopic sobre Queen.

Una película biográfica sobre Freddie Mercury y Queen  con el título Bohemian Rhapsody fue estrenada en 2018. Está dirigida por Bryan Singer y la protagonizan Rami Malek como Mercury, Gwilym Lee como Brian May, Ben Hardy como Roger Taylor y Joseph Mazzello interpretando a John Deacon. La película se estrenó el 24 de octubre de 2018 en Reino Unido y el 2 de noviembre en Estados Unidos. Fue galardonada con cuatro Óscars, dos Globos de Oro y dos BAFTA, entre otros premios.

### Otras representaciones
En noviembre de 2016 se estrenó el docudrama para televisión The Freddie Mercury Story: Who Wants to Live Forever en Channel 5. Mercury fue interpretado por el cantante John Blunt, mientras que Patrick Warner actuó como Brian May, Martin Teall como Roger Taylor y Jack Beale como John Deacon. Aunque el film fue criticado por centrarse en la vida amorosa y sexual de Mercury, la interpretación de Blunt recibió elogios.

## Discografía

### Queen
| Álbumes de estudio - 1973: Queen - 1974: Queen II - 1974: Sheer Heart Attack - 1975: A Night at the Opera - 1976: A Day at the Races - 1977: News of the World - 1978: Jazz - 1980: The Game - 1980: Flash Gordon - 1982: Hot Space - 1984: The Works - 1986: A Kind of Magic - 1989: The Miracle - 1991: Innuendo - 1995: Made in Heaven | Álbumes en vivo - 1979: Live Killers - 1986: Live Magic - 1992: Live at Wembley '86 - 2004: Queen on Fire: Live at the Bowl - 2007: Queen Rock Montreal | Recopilatorios - 1981: Greatest Hits I - 1989: At the Beeb - 1991: Greatest Hits II - 1992: Classic Queen - 1997: Queen Rocks - 1999: Greatest Hits III - 2006: Stone Cold Classics - 2007: The A-Z of Queen, Volume 1 - 2009: Absolute Greatest |

| Sencillos - 1973: «Keep Yourself Alive» - 1974: «Liar» - 1974: «Seven Seas of Rhye» - 1974: «Killer Queen» - 1975: «Now I'm Here» - 1975: «Lily of the Valley» - 1975: «Bohemian Rhapsody» - 1976: «You're My Best Friend» - 1976: «Somebody to Love» - 1977: «Tie Your Mother Down» - 1977: «Good Old-Fashioned Lover Boy» - 1977: «Teo Torriate (Let us Cling Together)» - 1977: «Long Away» - 1977: «We Are the Champions» / «We Will Rock You» - 1978: «Spread Your Wings» - 1978: «It's Late» - 1978: «Bicycle Race» / «Fat Bottomed Girls» - 1979: «Don't Stop Me Now» - 1979: «Jealousy» - 1979: «Mustapha» - 1979: «Love of my Life (en vivo)» - 1979: «We Will Rock You (en vivo)» - 1979: «Crazy Little Thing Called Love» - 1980: «Save Me» - 1980: «Play the Game» - 1980: «Another One Bites the Dust» - 1980: «Need Your Loving Tonight» - 1980: «Flash» - 1981: «Under Pressure» (con David Bowie) - 1982: «Body Language» - 1982: «Las Palabras de Amor (The Words of Love)» - 1982: «Calling All Girls» - 1982: «Staying Power» - 1982: «Back Chat» - 1984: «Radio Ga Ga» - 1984: «I Want to Break Free» - 1984: «It's a Hard Life» | - 1984: «Is This the World We Created...?» - 1984: «Hammer to Fall» - 1984: «Thank God It's Christmas» - 1985: «One Vision» - 1986: «A Kind of Magic» - 1986: «Princes of the Universe» - 1986: «Friends Will Be Friends» - 1986: «Pain Is So Close to Pleasure» - 1986: «Who Wants to Live Forever» - 1986: «One Year of Love» - 1989: «I Want It All» - 1989: «Breakthru» - 1989: «The Invisible Man» - 1989: «Scandal» - 1989: «The Miracle» - 1991: «Innuendo» - 1991: «I'm Going Slightly Mad» - 1991: «I Can't Live With You» (solo en EE. UU.) - 1991: «The Show Must Go On» - 1991: «These Are The Days Of Our Lives» - 1991: «Bohemian Rhapsody» / «These Are The Days Of Our Lives» - 1991: «We Will Rock You (remix)» / «We Are the Champions (remix)» - 1992: «Who Wants to Live Forever» / «Friends Will Be Friends» - 1992: «We Are the Champions (en vivo)» / «We Will Rock You (en vivo)» - 1992: «We Are the Champions» / «We Will Rock You» (relanzamiento) - 1995: «Heaven for Everyone» - 1995: «A Winter's Tale» - 1996: «I Was Born to Love You» - 1996: «Too Much Love Will Kill You» - 1996: «Let Me Live» - 1996: «You Don't Fool Me» - 1997: «No-One but You (Only the Good Die Young)» / «Tie Your Mother Down» - 1998: «We Are the Champions» (relanzamiento) - 1999: «Under Pressure remix» (con David Bowie) |

### Discografía solista
| Álbumes de estudio - 1983: Star Fleet Project (Mini LP) - 1992: Back To The Light - 1998: Another World Álbumes en vivo - 1993: Live At The Brixton Academy - 1998: Red Special (álbum) Bandas sonoras - 2000: Furia | Sencillos - 1983: «Star Fleet» - 1991: «The Stonk» (con Hale and Pace) - 1991: «Driven By You» - 1992: «Too Much Love Will Kill You» - 1992: «Back to the Light» - 1992: «We Are the Champions» (con Hank Marvin) - 1993: «Resurrection» - 1993: «Last Horizon» - 1995: «The Amazing Spider-Man» - 1998: «Business» - 1998: «On My Way Up» - 1998: «Another World» - 1998: «Why Don't We Try Again» - 2011: «Yoü and I» (con Lady Gaga) - 2012: «Rockstar» (con Dappy) - 2013: «Save the Badger Badger Badger» - 2014: «One Night in Hell» (sencillo para iTunes, escrito por Brian May y Piotr Ilich Chaikovski, con la Orquesta Sinfónica Nacional Checa) - 2019: «New Horizons (Ultima Thule Mix)» |

## Videografía
| Shows en vivo - 1985: Queen Live in Rio - 1987: Queen Live in Budapest - 1992: Queen at Wembley - 1992: We Are the Champions: Final Live in Japan - 2004: Queen on Fire - Live at the Bowl - 2005: Return of the Champions (Queen + Paul Rodgers) - 2007: Queen Rock Montreal & Live AID - 2009: Live In Ukraine (Queen + Paul Rodgers) | Documentales - 1987: The Magic Years - 1995: The Queen Phenomenon - 2004: Classic Albums: A Night at the Opera - 2011: Days of our Lives |

## Tours

### Con Queen
| Año(s)    | Título                    | Mangas | Shows | Lanzamientos oficiales                                                                                    |
| --------- | ------------------------- | ------ | ----- | --- |
| 1973–1974 | Queen I Tour              | 2      | 35    | |
| 1974      | Queen II Tour             | 2      | 41    | |
| 1974–1975 | Sheer Heart Attack Tour   | 3      | 77    | - Live at the Rainbow '74 (DVD, Blu-ray y CD)                                                             |
| 1975–1976 | A Night At The Opera Tour | 3      | 77    | - A Night at the Odeon – Hammersmith 1975 (DVD, Blu-ray y CD), concierto grabado y transmitido por la BBC |
| 1976      | Gira de Verano 1976       | 1      | 4     | - Se grabó el concierto del Hyde Park                                                                     |
| 1977      | A Day At The Races Tour   | 5      | 59    | |
| 1977–1978 | News Of The World Tour    | 2      | 46    | |
| 1978-1979 | Jazz Tour                 | 4      | 79    | - Live Killers, primer disco en vivo de la banda                                                          |
| 1979      | Crazy Tour                | 1      | 20    | - Concerts for the People of Kampuchea LP realizado por varios artistas                                   |
| 1980–1981 | The Game Tour             | 6      | 83    | - Queen Rock Montreal (DVD y CD), We Will Rock You (VHS, DVD y Blu-ray)                                   |
| 1982      | Hot Space Tour            | 3      | 69    | - Queen on Fire - Live at the Bowl (DVD) incluye conciertos en Londres, Viena y Tokio                     |
| 1984–1985 | The Works Tour            | 5      | 48    | - We Are the Champions: Final Live in Japan (DVD) - Rock in Rio (VHS)                                     |
| 1986      | Magic Tour                | 1      | 26    | - Live at Wembley '86 (CD) - Queen at Wembley (DVD) - Queen Live in Budapest (VHS, DVD y Blu-ray)         |